# Бертолд Георг Витцтум фон Екщедт
Бертолд Георг Витцтум фон Екщедт (на немски: Bertold Georg Vitzthum von Eckstedt; Georg Graf Vitzthum; * 14 май 1880, Обер-Льосниц, окръг Майсен, Саксония; † 16 декември 1945, Гьотинген) е граф от род Витцтум-Екщедт в Саксония, историк по изкуство. Той е професор в университета в Гьотинген.

## Биография
Той е син на граф Ернст Бернхард Витцтум (1831 – 1917) и съпругата му Адолфина Шарлота Хелене фон дер Планиц (1837 – в 1917). Майка му е главна придворна дама на принцеса Карола Шведска, последната кралица на Саксония, съпруга на крал Алберт Саксонски. Внук е на граф Карл I Александер Николаус Витцтум фон Екщедт (1767 – 1834) и фрайин Елизабет фон Фризен (1793 – 1878).
Бертолд Георг следва в университета в Лайпциг и през 1907 г. става там частен доцент. През 1912 г. поема ординарията на история на изкуството в университета в Кил. От 1920 до 1940 г. е професор в университета в Гьотинген. От 1921 до 1941 г. Бертолд Георг е редовен член на Гьотингската академия на науките.
След участието му в Първата световна война страда от болки на нервите.

## Фамилия
Бертолд Георг Витцтум фон Екщедт се жени за графиня Гертруд Хелена Луиза фон дер Шуленбург (* 26 март 1888, Лайпциг; † 2 юли 1951, Гьотинген), дъщеря на граф Гюнтер Франц Вернер Вилхелм Бодо фон дер Шуленбург (1859 – 1935) и Херта Мета фон Бьолау (1859 – 1931). Те имат три дъщери:
- Юлия Карола Витцтум фон Екщедт (* 16 февруари 1913; † 7 февруари 1975)
- Херта Хелена Луиза Витцтум фон Екщедт (* 30 януари 1914)
- Гертруд Агнес Витцтум фон Екщедт (* 26 февруари 1917)

## Произведения
- Vitzthum von Eckstädt, Georg Graf: Bernardo Daddi. Phil. Diss. Leipzig 1903
- Vitzthum von Eckstädt, Georg Graf: Die Pariser Miniaturmalerei. 1907
- Vitzthum, Georg Graf: Georg Dehio. Berlin: Weidmann, 1932
- Vitzthum, Georg Graf: Albrecht Dürer. Göttingen: L. Hofer, 1928
- Vitzthum, Georg Graf: Der Hochaltar der Jakobikirche in Göttingen. Göttingen: Vandenhoeck & Ruprecht, 1927
- Vitzthum, Georg Graf: Christliche Kunst im Bilde. Leipzig: Quelle & Meyer, 1925, 2. Aufl. 11.–20. Tsd.
- Vitzthum, Georg Graf; Volbach, Wolfgang Fritz: Malerei und Plastik des Mittelalters. Teil 1: Die Malerei und Plastik des Mittelalters in Italien. 1925